# Labeo forskalii
Labeo forskalii е вид лъчеперка от семейство Шаранови (Cyprinidae).

## Разпространение
Видът е разпространен в Етиопия и Уганда.